# Lage Lindell
Lage Johannes Lindell, född 12 maj 1920 i Stockholm, död 15 mars 1980 i Stockholm, var en svensk målare och tecknare.

## Biografi
Efter studentexamen 1938 inledde Lage Lindell studier i moderna språk vid Stockholms högskola, men han avbröt studierna och sökte sig till Konsthögskolan där han var verksam 1941–1946. Han tilldelades Ester Lindahls stipendium 1945, vilket han använde till en studieresa i Danmark. År 1954 fick han ett stipendium från H Ax:son-Johnson som användes för studieresor till Spanien och Nordafrika. Lage Lindell medverkade med sin första större utställning tillsammans med Armand Rosander 1942. Han kom senare att medverka i Unga tecknare och Ung konst Han kom även att medverka i konstnärsgruppen 1947 års män. 
Lindell debuterade 1947 med kubistiska kåkmotiv från Hagalund men övergick under 1950-talet till ett allt mer abstrakt landskapsmåleri i en reducerad färgskala. En ny frihet och djärvhet präglar hans fritt svävande färgformer under 1960-talet - lekfulla improvisationer i klara färger, mänskliga snarare än geometriska.
Bland hans offentliga verk märks en mosaikvägg i hovrättsbyggnaden i Sundsvall (1954), en emaljmålning i Västerås stadshus (1960) och en väggmålning i Solna stadshus (1965). Under perioden 1970–1972 arbetade Lindell med utsmyckning i acryl på betong vid Umeå Universitet. Den så kallade Umeåväggen består av en 95 meter lång och 5 meter hög muralmålning i den runda byggnad som ursprungligen enbart var en förbindelsegång mellan samhällsvetarhuset och universitetsbiblioteket, men som 2008 invigdes som Lindellhallen. En om- och påbyggnad av byggnaden som utförts i glas, trä och stål och höjts elva meter (från en till fyra våningar).
Gemensamt med Lennart Rodhe, Olle Bonniér, Pierre Olofsson och Karl Axel Pehrson skapade han en väggutsmyckning åt Astra i Södertälje (1956).
Lage Lindell är representerad på Nationalmuseum, Nasjonalgalleriet, Norrköpings konstmuseum  och Arkiv för dekorativ konst i Lund samt med teckningar på Malmö museum.

## Filmografi
- 1967 - Livet är stenkul